# Finlandialoppet (trav)
Finlandialoppet (fi. Finlandia-ajo) är ett årligt travlopp som körs över sprinterdistansen 1620 meter med autostart (1609 meter t.o.m. 2019). Loppet avgjordes för första gången år 1980 och körs i april eller maj varje år på Helsingfors travbana Vermo i Esbo.
Finlandialoppet är Finlands största och mest prestigefyllda travlopp. Det är ett Grupp 1-lopp, det vill säga ett lopp av högsta internationella klass, förstapris i loppet är 110 000 euro.

## Rekord
Två hästar har vunnit loppet två gånger, Giesolo de Lou (1999, 2000) och Napoletano (1988, 1989). Den snabbaste segertiden innehas av Cokstile som segrade på tiden 1.09,6 i 2022 års upplaga. 
Loppets mest segerrika kusk är fransmannen Jean-Michel Bazire, som vunnit loppet fyra gånger (2005, 2008, 2009 och 2011).

### Hästar med flest vinster
- 2 - Giesolo de Lou (1999, 2000)
- 2 - Napoletano (1988, 1989)

### Kuskar med flest vinster
- 4 - Jean-Michel Bazire (2005, 2008, 2009, 2011)
- 3 - Stig H. Johansson (1988, 1989, 2004)
- 3 - Jorma Kontio (1985, 1986, 2007)
- 3 - Björn Goop (2010, 2012, 2019)
- 2 - Olle Goop (1983, 1987)
- 2 - Joseph Verbeeck (1998, 2003)
- 2 - Magnus A. Djuse ( 2023, 2024)

### Tränare med flest vinster
- 4 - Fabrice Souloy (2003, 2008, 2009, 2011)
- 3 - Olle Goop (1983, 1987, 2010)
- 2 - Jean-Étienne Dubois (1999, 2000)
- 2 - Stig Engberg (1988, 1989)

## Vinnare
| År   | Häst               | Land      | Tid    | Kusk                 | Tränare               | Tvåa             | Trea               |
| ---- | ------------------ | --------- | ------ | -------------------- | --------------------- | ---------------- | ------------------ |
| 2024 | Stoletheshow       | Norge     | 1.10,2 | Magnus A Djuse       | Frode Hamre           | Catullo Jet      | Hail Mary          |
| 2023 | Stoletheshow       | Norge     | 1.10,4 | Magnus A Djuse       | Frode Hamre           | Bengurion Jet    | Global Withdrawl   |
| 2022 | Cokstile           | Norge     | 1.09,6 | Christoffer Eriksson | Erik Bondo            | Stoletheshow     | Gareth Boko        |
| 2021 | Hickothepooh       | Norge     | 1.09,9 | Vidar Hop            | Trond Anderssen       | Next Direction   | Vernissage Grif    |
| 2020 | Zarenne Fas        | Sverige   | 1.10,5 | Santtu Raitala       | Jerry Riordan         | Double Exposure  | Le Gros Bill       |
| 2019 | Readly Express     | Sverige   | 1.10,5 | Björn Goop           | Timo Nurmos           | Next Direction   | Chief Orlando      |
| 2018 | Pastore Bob        | Sverige   | 1.11,0 | Johan Untersteiner   | Johan Untersteiner    | Peace Of Mind    | Billie de Montfort |
| 2017 | D.D.'s Hitman      | Sverige   | 1.09,8 | Ulf Ohlsson          | Petri Puro            | Twister Bi       |                    |
| 2016 | Tycoon Conway Hall | Danmark   | 1.10,2 | Steen Juul           | Steen Juul            | Anna Mix         |                    |
| 2015 | Bret Boko          | Finland   | 1.12,2 | Ari Moilanen         | Markku Nieminen       | Vincennes        | Univers de Pan     |
| 2014 | Univers de Pan     | Frankrike | 1.10,7 | Philippe Daugeard    | Philippe Daugeard     | Oasis Bi         | Prussia            |
| 2013 | Nesta Effe         | Italien   | 1.10,9 | Roberto Vecchione    | Holger Ehlert         | Brad de Veluwe   | Mr Picolit         |
| 2012 | Sebastian K.       | Sverige   | 1.11,0 | Björn Goop           | Lutfi Kolgjini        | Rakas            | Leben RL           |
| 2011 | Commander Crowe    | Sverige   | 1.13,7 | Jean-Michel Bazire   | Fabrice Souloy        | Zorro Photo      | Rodrigo Jet        |
| 2010 | Quarcio du Chene   | Sverige   | 1.10,6 | Björn Goop           | Olle Goop             | Brioni           | Premiere Steed     |
| 2009 | Igor Font          | Italien   | 1.11,8 | Jean-Michel Bazire   | Fabrice Souloy        | Lönshults Danne  | Camilla Highness   |
| 2008 | Oiseau de Feux     | Frankrike | 1.11,3 | Jean-Michel Bazire   | Fabrice Souloy        | Simb Chaplin     | Jaded              |
| 2007 | Opal Viking        | Sverige   | 1.10,8 | Jorma Kontio         | Nils Enqvist          | Mr Nice Guy      | Magnificent Rodney |
| 2006 | Hot Shot Knick     | Sverige   | 1.11,5 | Thomas Uhrberg       | Kari Lähdekorpi       | Justice Hall     | Kool du Caux       |
| 2005 | Kart de Baudrairie | Frankrike | 1.12,2 | Jean-Michel Bazire   | Franck Leblanc        | Classico Merett  | Likable River      |
| 2004 | Rotation           | Sverige   | 1.12,5 | Stig H. Johansson    | Stig H. Johansson     | Pickaflick       | Classico Merett    |
| 2003 | Kiwi               | Frankrike | 1.12,0 | Joseph Verbeeck      | Fabrice Souloy        | Lass Zefyr       | Chattscha          |
| 2002 | H.P.Paque          | USA       | 1.11,7 | Trond Smedshammer    | Trond Smedshammer     | Abano As         | Buckaroo K.        |
| 2001 | BWT Magic          | Finland   | 1.11,2 | Ahti Antti-Roiko     | Matti Salmi           | Not A Spacecase  | Jackhammer         |
| 2000 | Giesolo de Lou     | Frankrike | 1.11,2 | Jean-Étienne Dubois  | Jean-Étienne Dubois   | Elitloppa        | Baron Pepper       |
| 1999 | Giesolo de Lou     | Frankrike | 1.11,6 | Pierre Vercruysse    | Jean-Étienne Dubois   | Zoogin           | Goodtimes          |
| 1998 | Dryade des Bois    | Frankrike | 1.12,5 | Joseph Verbeeck      | Jean-Baptiste Bossuet | Zoogin           | Rite On Line       |
| 1997 | Zoogin             | Sverige   | 1.12,1 | Åke Svanstedt        | Åke Svanstedt         | Village Beretta  | Isla J Brave       |
| 1996 | Isla J Brave       | Finland   | 1.12,5 | Aki Antti-Roiko      | Petri Klemola         | Shan Rags        | Joseph Dahlia      |
| 1995 | S.J.'s Photo       | USA       | 1.13,3 | David Wade           | David Wade            | Houston Laukko   | Rialto Guy         |
| 1994 | Copiad             | Sverige   | 1.12,5 | Erik Berglöf         | Erik Berglöf          | Furman           | Houston Laukko     |
| 1993 | Born Quick         | Finland   | 1.12,1 | Antti Teivainen      | Antti Teivainen       | Houston Laukko   | Otto-Mani          |
| 1992 | Otto-Mani          | Finland   | 1.13,7 | Tommy Hanné          | Tommy Hanné           | Newstime Star    | Kit Lobell         |
| 1991 | Atas Fighter L     | Sverige   | 1.13,5 | Torbjörn Jansson     | Torbjörn Jansson      | Shogun Lobell    | Slybowl Hanover    |
| 1990 | Florida Jewel      | USA       | 1.13,3 | William Fahy         | Joe Holloway          | Friendly Face    | Piper Cub          |
| 1989 | Napoletano         | Sverige   | 1.12,9 | Stig H. Johansson    | Stig Engberg          | Friendly Face    | Express Ride       |
| 1988 | Napoletano         | Sverige   | 1.14,1 | Stig H. Johansson    | Stig Engberg          | Friendly Face    | Clear to Fly       |
| 1987 | Grades Singing     | Sverige   | 1.14,1 | Olle Goop            | Olle Goop             | Emile            | Whip It Wood       |
| 1986 | Davidia Hanover    | USA       | 1.14,7 | Jorma Kontio         | Per K. Eriksson       | Emile            | Callit             |
| 1985 | Keystone Patton    | USA       | 1.14,1 | Jorma Kontio         | Antti Savolainen      | Einarsin         | Minou du Donjon    |
| 1984 | Shane T. Hanover   | USA       | 1.14,9 | Per Henriksen        | Per Henriksen         | Glenn Kosmos     | Micado C.          |
| 1983 | Speedy Magnus      | Sverige   | 1.13,2 | Olle Goop            | Olle Goop             | Snack Bar        | Leander Blue Chip  |
| 1982 | Dartster F.        | Sverige   | 1.13,9 | Olle Hedin           | Olle Hedin            | Idéal du Gazeau  | Ianthin            |
| 1981 | Idéal du Gazeau    | Frankrike | 1.14,3 | Eugène Lefèvre       | Eugène Lefèvre        | Keystone Patriot | Victorious Speed   |
| 1980 | Éjakval            | Frankrike | 1.15,6 | Jean-Claude David    | Jean-Claude David     | Express Gaxe     | Barbo Assassin     |